# Robert Gwaze
Robert Gwaze (Harare, 20 januari 1982) is een Zimbabwaans schaker met de titel internationaal meester (IM). Hij was student aan de Prince Edward School in Harare. Op 15-jarige leeftijd was Gwaze nationaal schaakkampioen van Zimbabwe, zowel bij de junioren als bij de senioren.
In 1998 won Gwaze in Nairobi, Kenia, het Afrikaans schaakkampioenschap voor junioren, waarmee hij ook de titel internationaal meester (IM) behaalde. Op de 35e Schaakolympiade, gehouden in 2002 in Bled (Slovenië), behaalde hij de zelden voorkomende 100% score, door, spelend voor Zimbabwe aan het eerste bord, alle 9 door hem gespeelde partijen te winnen. De enige andere speler die dit wist te doen was Aleksandr Aljechin.
- In 2007 won hij het Afrikaans schaakkampioenschap in Windhoek, Namibië, waardoor hij recht kreeg op deelname aan de FIDE Wereldbeker schaken 2007.[6]  Dit toernooi gaf de mogelijkheid voor kwalificatie voor het Wereldkampioenschap schaken 2010. Gwaze werd echter in de eerste ronde uitgeschakeld door Aleksej Sjirov.[7]
- In 2010 werd hij eerste in het internationaal toernooi "Cuca Trophy" in Luanda, Angola.[8]
- Hij nam deel aan het toernooi om de Wereldbeker schaken 2011, en werd daarbij in ronde 1 uitgeschakeld door de voormalig FIDE-wereldkampioen Roeslan Ponomarjov.[9]

## Externe koppelingen
- (en)   Informatie over schaakpartijen van Robert Gwaze op ChessGames.com
- (en)   Informatie over schaakpartijen van Robert Gwaze op 365chess.com
- (en)  FIDE-ratinggegevens voor Robert Gwaze